# Corymica vesicularia
Corymica vesicularia là một loài bướm đêm trong họ Geometridae.